# Wat Suwan Dararam

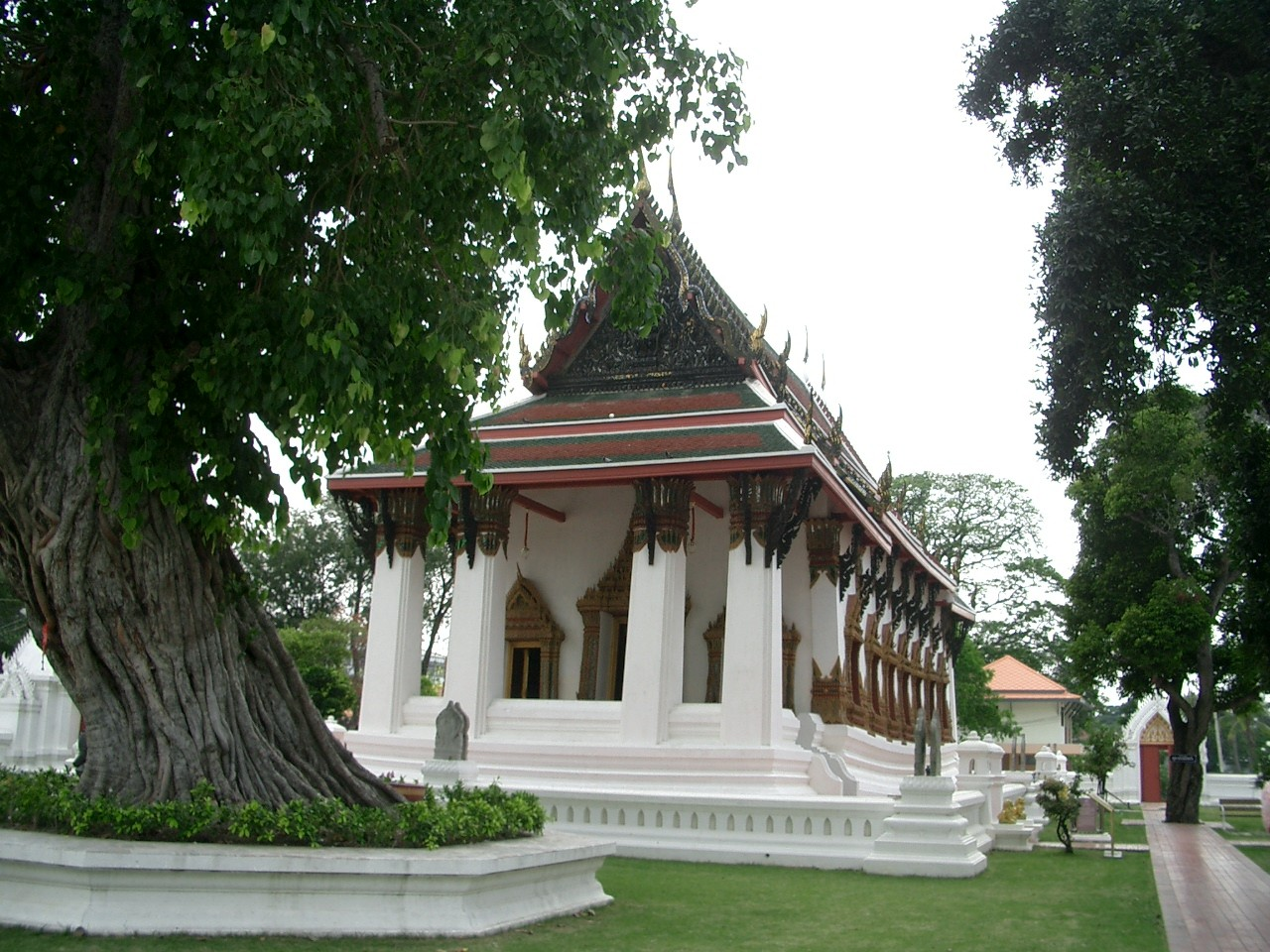
Ubosot des Wat Suwan Dararam

Der Wat Suwan Dararam (auch: Wat Suwandaram; thailändisch วัดสุวรรณดารารามราชวรวิหาร) ist eine buddhistische Tempelanlage (Wat) im Geschichtspark Ayutthaya, Zentralthailand. Der Tempel ist ein königlicher Tempel erster Klasse.

## Lage
Der Wat Suwan Dararam liegt nördlich der Mündung des Mae Nam Pa Sak (Pa-Sak-Fluss) in den Mae Nam Chao Phraya im Südwesten der Altstadt von Ayutthaya, direkt an der U Thong-Straße. Ihm gegenüber auf der anderen Seite des Pa Sak befindet sich der Wat Phanan Choeng. Westlich von ihm befinden sich die letzten Überreste der alten Stadtmauer Ayutthayas mit dem „Fort Phet“ (Phet-Festung).

## Baugeschichte
Das Originalbauwerk stammt aus der Ayutthaya-Zeit und war 1767 der allgemeinen Verwüstung Ayutthayas durch die Birmanen zum Opfer gefallen. Unter König Phra Phutthayotfa Chulalok (Rama I., reg. 1782–1809) wurde es sehr ansehnlich wieder aufgebaut. Auf dem Gelände des Tempels befinden sich einige Bauwerke, da dieser Wat heute noch aktiv ist.

## Sehenswürdigkeiten
Ubosot: Das Ubosot ist meist geschlossen, doch kann man nach dem Schlüssel fragen. Sehenswert sind die fein geschnitzten Säulen, die das Dach abstützen. Innen befinden sich Wandmalereien aus dem Leben und dem Wirken des Königs Naresuan dem Großen. Eine der Szenen stellt den König in der berühmten Schlacht von Nong Sarai (im heutigen Landkreis Don Chedi) dar, als er Ayutthaya endgültig von der birmanischen Herrschaft befreite. Die Malereien wurden von König Prajadhipok (Rama VII., reg. 1925–1935) in Auftrag gegeben.
Einer der Chedis auf dem Gelände ist vollständig vom Geäst eines Banyan-Baumes eingefasst.